# Band FM Feira de Santana
Band FM Feira de Santana é uma estação de rádio brasileira com sede no município de Feira de Santana, cidade do estado da Bahia, e outorga em Amélia Rodrigues, cidade do mesmo estado. Opera no dial FM, na frequência 90,5 MHz, e é afiliada à Band FM. Pertence ao Grupo Lomes de Comunicação, que controla diversas emissoras de rádio no estado e no Sergipe.

## História
A concorrência pública para a concessão da 90,5 FM de Amélia Rodrigues foi vencida por Antônio Lomes do Nascimento, proprietário do Grupo Lomes de Comunicação, em 2001. O resultado da mesma só foi liberado após dez anos, em 2011. A estação foi ativada em abril de 2016, sendo afiliada da Transamérica Light.
Em julho de 2017, foi confirmado que a emissora passaria a ser afiliada à Rádio Globo. A afiliação com a Transamérica Light foi encerrada na noite de 1 de outubro, entrando em testes para a estreia da Rádio Globo no dia seguinte. A programação local tem previsão de estreia para 9 de outubro.
Em 2020, com o fim das operações em rede da Rádio Globo, a emissora continuou com as operações de forma local assim como em Salvador.
Em junho de 2021, foi confirmado que a emissora se afiliaria a Band FM. A expectativa começou no dia 9 e a estreia ocorreu no dia 14, durante a abertura do programa A Hora do Ronco.